# Trichomycterus chungaraensis
Trichomycterus chungaraensis es una especie de peces de la familia Trichomycteridae.

## Morfología
Los machos pueden llegar alcanzar los 12 cm de longitud total.

## Distribución geográfica
Se encuentra en el lago Chungará, en Chile.